# براد أندرسون (مصارع محترف)
براد أندرسون (بالإنجليزية: Brad Anderson)‏ هو مصارع محترف أمريكي، ولد في 24 ديسمبر 1969 في تشارلوت في الولايات المتحدة.

## روابط خارجية
- براد أندرسون على موقع CageMatch worker (الإنجليزية)